# Танкреди, Франко
Франко Танкреди (итал. Franco Tancredi; 10 января 1955, Джулианова) — итальянский футболист, выступал на позиции вратаря. Известен по выступлениям за клуб «Рома», а также национальную сборную Италии. Чемпион Италии, четырёхкратный обладатель Кубка Италии.

## Клубная карьера
Воспитанник футбольной школы клуба «Джулианова». Профессиональную футбольную карьеру начал в 1972 году в основной команде этого же клуба, проведя там два сезона, приняв участие лишь в 45 матчах чемпионата. Впоследствии с 1974 по 1977 год играл в составе клубов «Милан» и «Римини».
Своей игрой за последнюю команду привлек внимание представителей тренерского штаба клуба «Рома», к составу которого присоединился в 1977 году. Сыграл за «волков» следующие тринадцать сезонов своей игровой карьеры. В составе «Ромы», был основным голкипером команды, так как отличался чрезвычайно высокой надежностью, пропуская в играх чемпионата в среднем меньше одного гола за матч. Играя за «Рому» завоевал титул чемпиона Италии, и 4 раза становился обладателем Кубка Италии.
Завершил профессиональную игровую карьеру в клубе «Торино», за которую выступал в течение 1990—1991 годов.

## Международная карьера
В 1984 году дебютировал в официальных матчах в составе национальной сборной Италии. В составе сборной был участником чемпионата мира 1986 года в Мексике.

## Достижения
- Чемпион Италии:
  - «Рома»: 1982/83
- Обладатель Кубка Италии (4):
  - «Рома»: 1979/80, 1980/81, 1983/84, 1985/86